# 1949 ve filmu

## Události
- Poprvé byl udělen Oscar za nejlepší kostýmy.

## Nejvýdělečnější filmy roku
| Pořadí | Název                      | Země | Tržba (v dolarech) |
| ------ | -------------------------- | ---- | ------------------ |
| 1.     | Pinky                      | USA  | 4 200 000          |
| 2.     | In the Good Old Summertime | USA  | 3 400 000          |
| 3.     | The Third Man              | USA  | 596 000            |

## Ocenění

### Oscar
Nejlepší film: Všichni královi muži (All the King's Men)
Nejlepší režie: Joseph L. Mankiewicz – A Letter to Three Wives
Nejlepší mužský herecký výkon: Broderick Crawford – All the King's Men
Nejlepší ženský herecký výkon: Olivia de Havilland – The Heiress (Dědička)
Nejlepší mužský herecký výkon ve vedlejší roli: Dean Jaggern – Twelve O'Clock High
Nejlepší ženský herecký výkon ve vedlejší roli: Mercedes McCambridge – All the King's Men

### Zlatý Glóbus
Drama
Nejlepší film: Všichni královi muži (All the King's Men)
Nejlepší herec: Broderick Crawford – All the King's Men
Nejlepší herečka: Olivia de Havilland – The Heiress (Dědička)
Muzikál nebo komedie
Nejlepší film: Všichni královi muži (All the King's Men)
Jiné
Nejlepší režie: Robert Rossen – Všichni královi muži (All the King's Men)

## Narozeniny
- 10. ledna – Linda Lovelace, americká pornoherečka († 22. duben 2002)
- 26. ledna – David Strathairn, americký herec
- 16. března – Victor Garber, kanadský herec
- 17. března – Patrick Duffy, americký herec
- 22. března – Fanny Ardant, francouzská herečka
- 20. dubna – Jessica Lange, americká herečka
- 25. května – Eliška Balzerová, česká herečka
- 22. června
  - Meryl Streep, americká herečka
  - Helena Třeštíková, česká režisérka a scenáristka
- 26. června – Laďka Kozderková, česká herečka († 17. listopad 1986)
- 31. července – Bolek Polívka, český herec a mim
- 2. srpna – Olga Sommerová, česká feministka, spisovatelka a dokumentaristka
- 31. srpna – Richard Gere, americký herec
- 24. září – Pedro Almodóvar, španělský režisér, scenárista, producent
- 8. října – Sigourney Weaver, americká herečka a producentka
- 25. října – Jiří Schmitzer, český herec
- 1. listopadu – Pavel Zedníček, český herec
- 13. listopadu – Whoopi Goldbergová, americká herečka
- 24. listopadu – Petra Černocká, česká herečka a zpěvačka
- 3. prosince – Eva Hudečková, česká herečka a spisovatelka
- 4. prosince – Jeff Bridges, americký herec
- 8. prosince – Nancy Meyers, americká režisérka a scenáristka
- 12. prosince – Bill Nighy, anglický herec
- 25. prosince – Sissy Spacek, americká herečka

## Úmrtí
- 6. ledna – Victor Fleming, americký režisér
- 15. února – Miloš Steimar, český herec
- 9. dubna – Ladislav Hemmer, český herec
- 16. srpna – Vladimír Slavínský, český herec, scenárista a režisér
- 19. září – Bolek Prchal, český herec